# Uppåkra

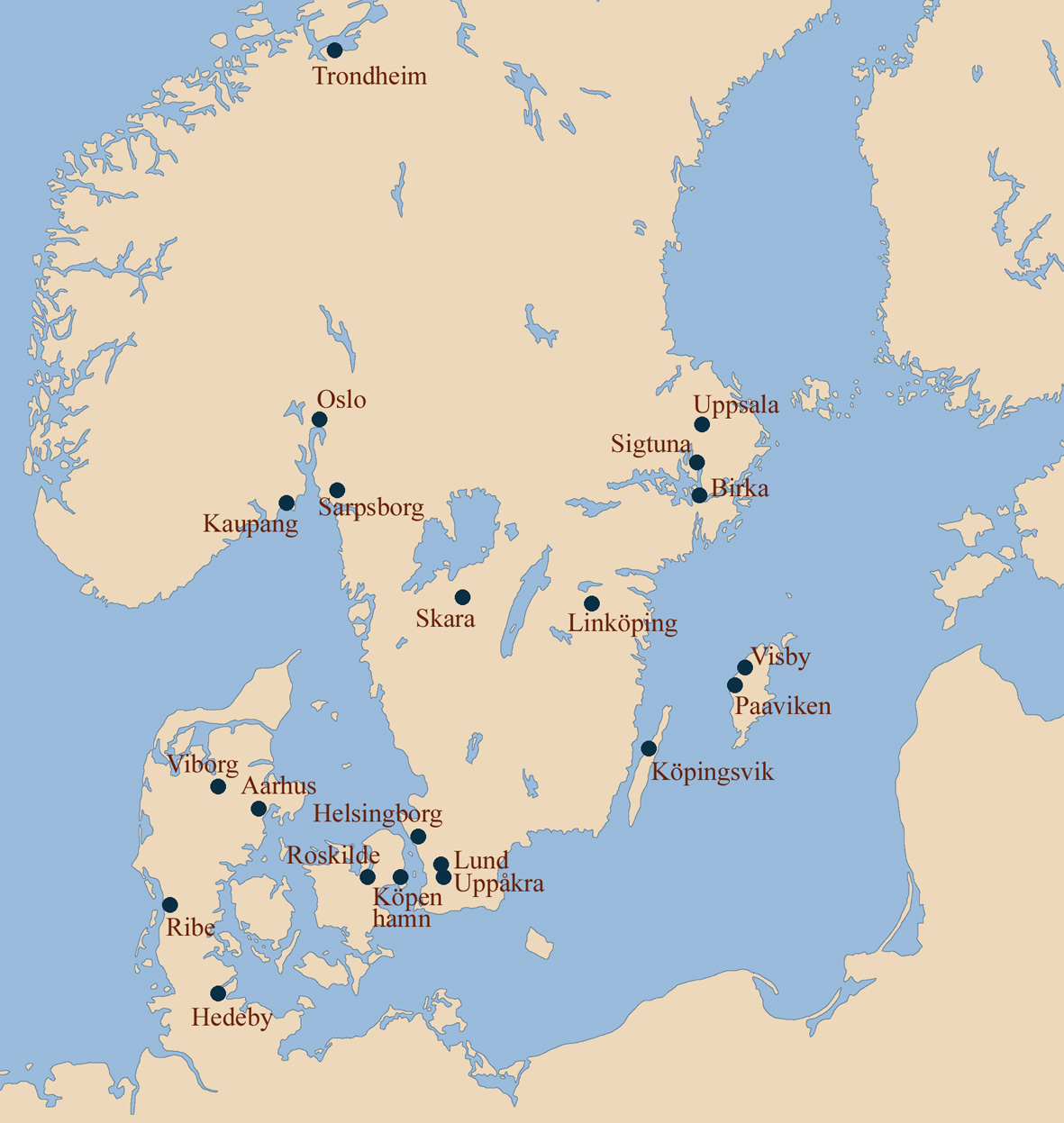
Handelsplätze der Wikingerzeit

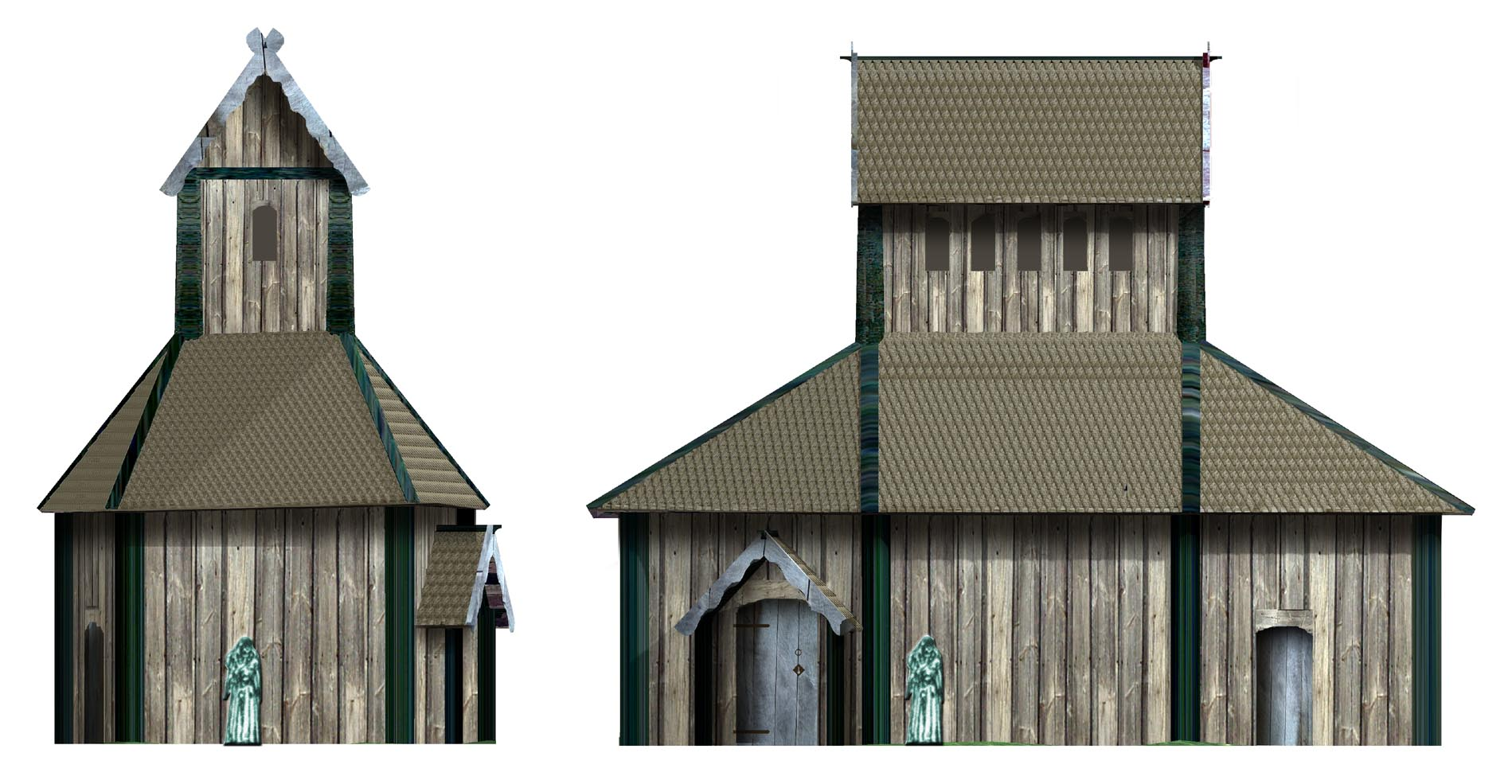
Heidnischer Tempel in Uppåkra (Rekonstruktion), ca. 6./7. Jahrhundert n. Chr.

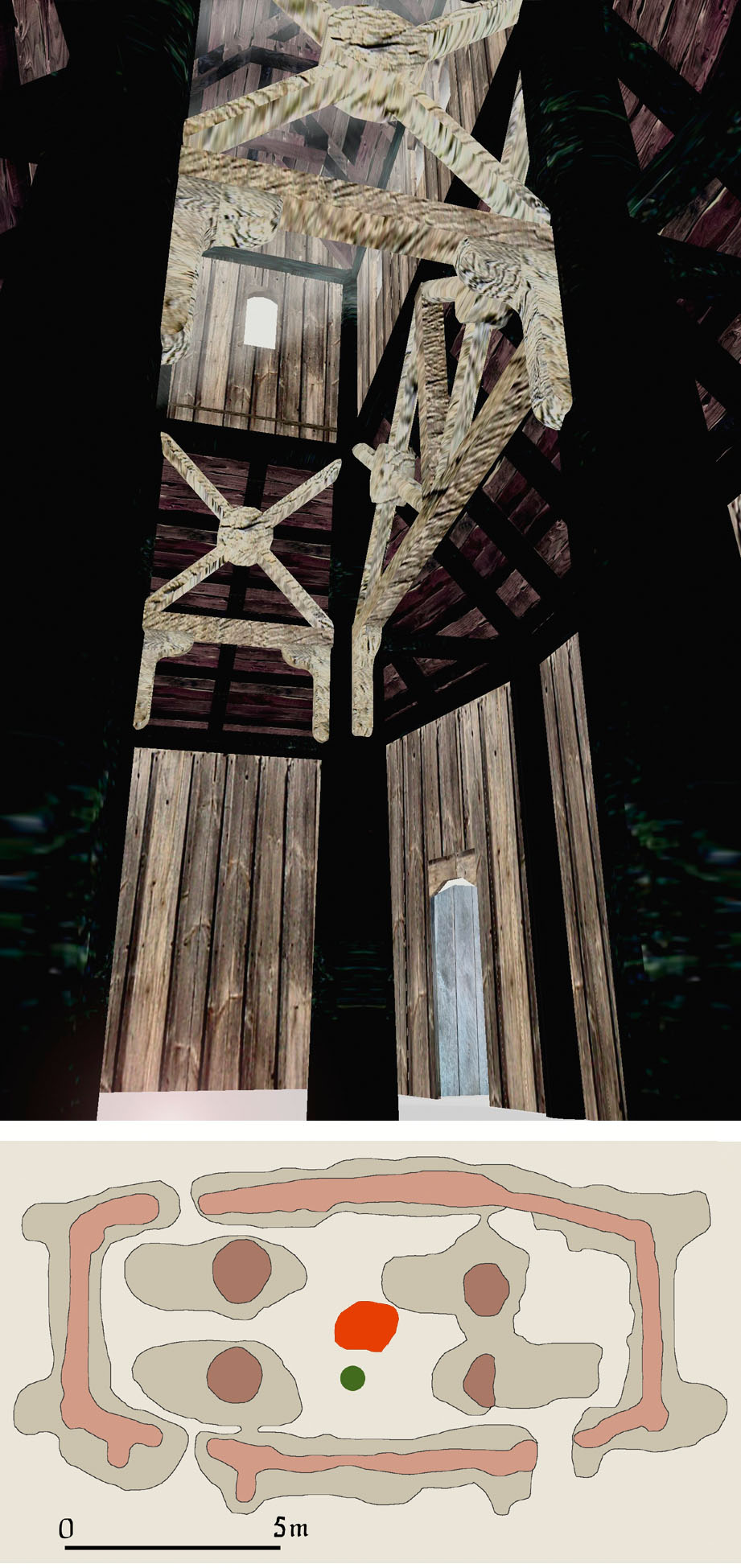
Heidentempel von Uppåkra – Archäologische Ausgrabung. In den Pfostenlöchern, die auf mächtige Innenpfosten im Stil norwegischer Stabkirchen hindeuten, und in den Wandgräben wurden Hunderte von Guldgubbar gefunden

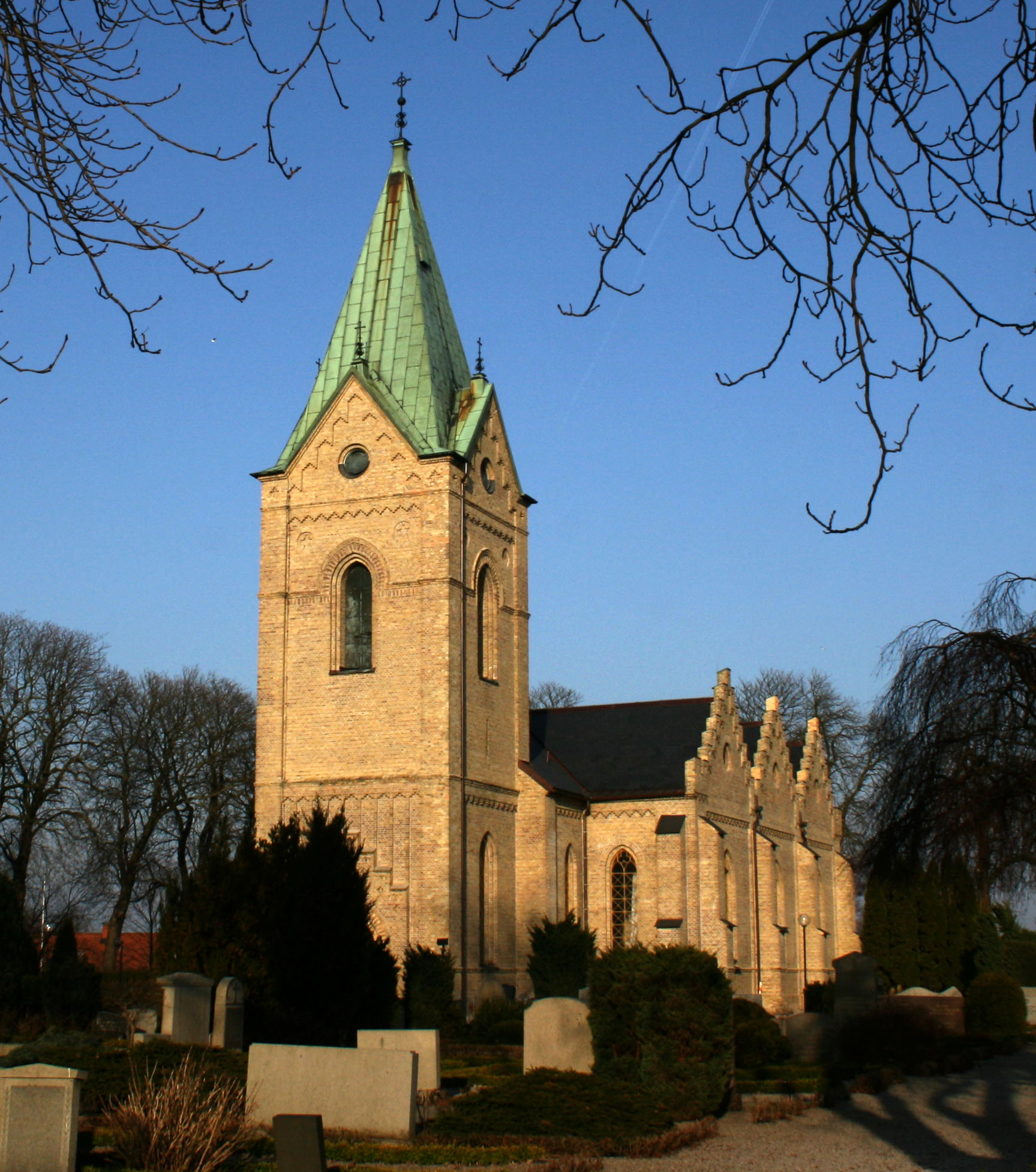
Kirche von Uppåkra

Uppåkra [ɵpˈoːkra] ist der Name einer eisenzeitlichen Siedlung sowie einer früheren Landgemeinde und einer heute noch bestehenden Kirchengemeinde im südschwedischen Schonen, etwa fünf Kilometer südlich von Lund auf dem Gebiet der heutigen Gemeinde Staffanstorp. Einen Ort mit Namen Uppåkra gibt es heute nicht mehr, jedoch wird die Ansiedlung Bergströmshusen inoffiziell als Uppåkra bezeichnet.

## Die eisenzeitliche Siedlung
Uppåkra war wegen seiner günstigen strategischen Lage auf einer Anhöhe in der schonischen Ebene und in der Nähe eines vorzeitlichen Landweges bereits seit der Steinzeit bewohnt. Die ältesten Reste einer Dauersiedlung stammen jedoch aus den Jahrhunderten um die Zeitenwende. Schon wenige Jahrhunderte später war Uppåkra die größte Siedlung in Schonen bzw. in Südschweden. Um 400 n. Chr. hatte es, so nehmen Forscher an, bereits etwa 1.000 Einwohner und einen stadtähnlichen Siedlungsaufbau. Uppåkra nahm eine Fläche von etwa 0,66 km² ein und bestand aus etwa 30 bis 40 Höfen mit einer Halle, Wohn- und Vorratsgebäuden, Werkstätten und Ställen, was den Ort zu einem von der Zentralplatz-Forschung untersuchten Reichtumszentrum macht.
Bei den Ausgrabungen ab 1997 sind rund 3000 Gegenstände zutage gekommen. Es handelt sich um Beschläge, Guldgubber, Münzen, Schmuck und anderes. Der Großteil des Materials gehört in die Epochen von der Germanischen Eisenzeit bis zur Wikingerzeit. Der Zeitraum vom 7. bis 10. Jahrhundert ist besonders stark vertreten. Aus der älteren Eisenzeit stammen vor allem Fibeln und 10 Denare. Aus den jüngeren Perioden sind unter anderem etwa 60 arabische Münzen belegt. Schmelzklumpen und anderes Material weisen auf lokales Metallhandwerk. Von Handel zeugen gut 100 Gewichte und zahlreiche zerhackte arabische Münzen. Vergoldete, teilweise mit Almandineinlagen versehene Schmuckstücke sprechen für ein hohes soziales Niveau. Kultische Funde wie eine Figur Odins deuten eine religiöse Funktion des Platzes an. Insgesamt zeugt das Material von einem Ort mit mannigfachen Funktionen, die sich mit einem Zentralplatz in Verbindung bringen lassen.
Die Menschen in Uppåkra lebten in der Hauptsache von Ackerbau und Viehzucht. Mit Ausnahme des Eisens waren die Metalle aus Mitteleuropa importiert. Als Handelszentrum dürfte Uppåkra (ähnlich wie Gudme) fungiert haben. Und obwohl bislang nur ein kleiner Teil der Fundstelle untersucht ist, nehmen Archäologen an, dass Uppåkra ein politisches, wirtschaftliches und religiöses Zentrum war. Vermutungen gehen sogar dahin, dass der Ort Königssitz eines frühen schonischen Reiches war.
Ab Mitte des 10. Jahrhunderts sind plötzlich keine reichen und variierenden Funde mehr zu verzeichnen. Die jüngste arabische Münze wurde um diese Zeit geprägt und auch jüngere deutsche und englische Münzen treten nur noch sporadisch auf. Die Halle wird niedergebrannt, die Funktion geht nach der Reichseinigung Dänemarks und Christianisierung an das nahe Lund über. Während des Mittelalters (1050 bis 1500) ist Uppåkra allem Anschein nach eine ländliche Siedlung. Im nahen Lund hat man in den letzten 100 Jahren Ausgrabungen durchgeführt. Es lässt sich nun mit Sicherheit sagen, dass die ältesten Schichten in die 990er Jahre datieren. Mit diesem Wissen scheint sicher, dass wir mit Uppåkra den Vorläufer der Stadt Lund vor uns haben, das gegen das heidnische Uppåkra entstand.

### Gullåkra
Zwei Kilometer östlich von Uppåkra liegt das Moor Gullåkra, das während der Bronze- und Eisenzeit eine Funktion als Opfermoor hatte. Eine Reihe von Artefakten wurden hier vor allem in Verbindung mit der Torfgewinnung entdeckt. Bekannt ist eine Lure aus der späten Bronzezeit. Auch wenn der Großteil der Funde aus früheren Zeiten stammen, gibt es Gegenstände aus der Zeit von Uppåkra einschließlich einer bronzenen Halskette und Speerspitzen.

## Die Gemeinde Uppåkra
Durch die Einführung der kommunalen Selbstverwaltung im Jahre 1862 wurden in Schweden Gemeinden (Kommunen) geschaffen. Zu diesen etwa 2000 neugeschaffenen Gemeinden gehörte auch die Gemeinde Stora Uppåkra. Dieser Name wurde 1923 in Uppåkra geändert. Der Namenszusatz Stora war überflüssig, da es keine andere Kommune mit Namen Uppåkra gab und das Dorf Lilla Uppåkra zur Gemeinde gehörte. Im Zuge der kommunalen Neuordnung Schwedens wurde Uppåkra 1952 Teil der Gemeinde Staffanstorp.
Fundstücke aus der Siedlung sind im Historischen Museum der Universität Lund ausgestellt.

Uppåkrafunde
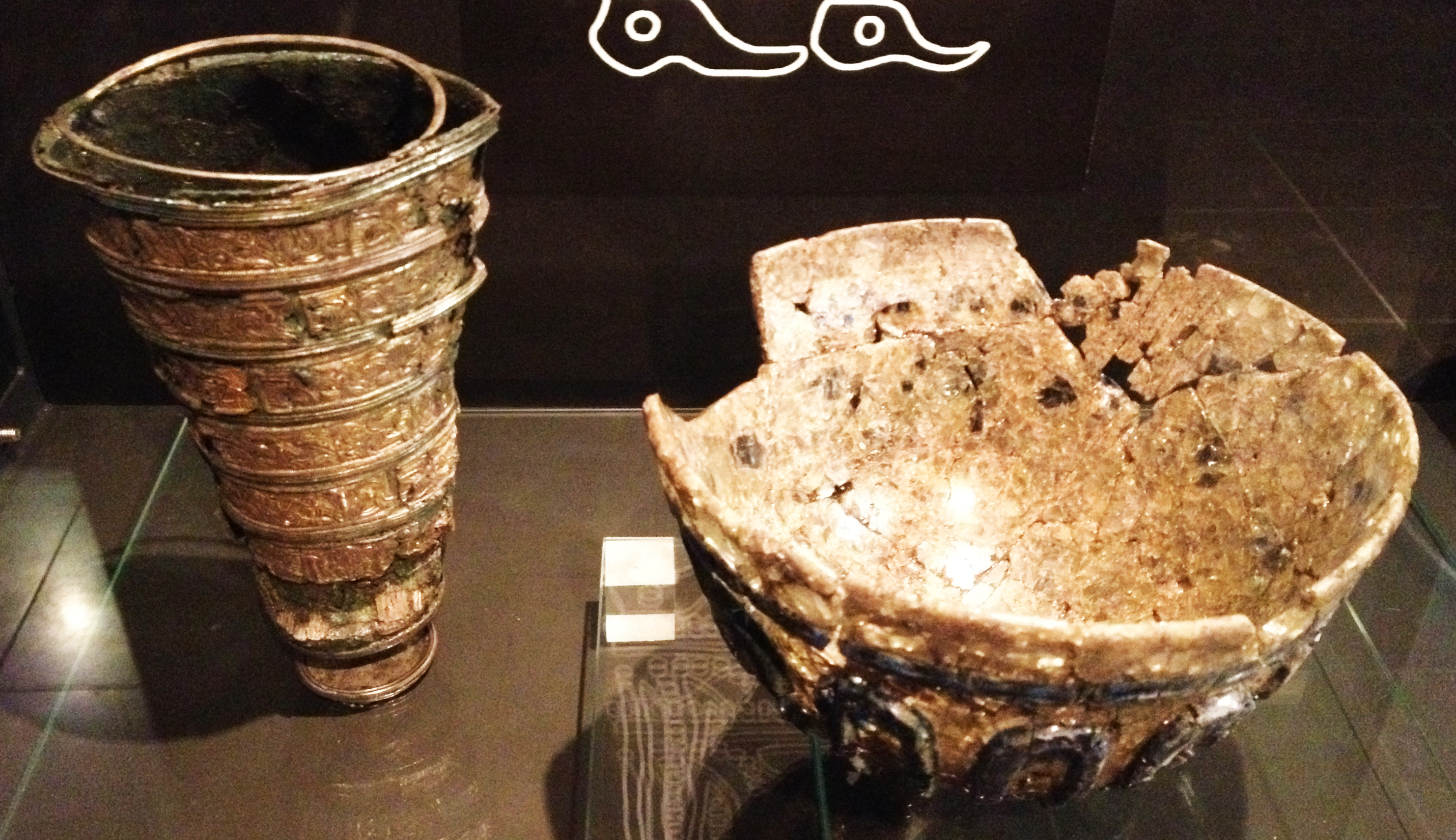
Kelch und Schale
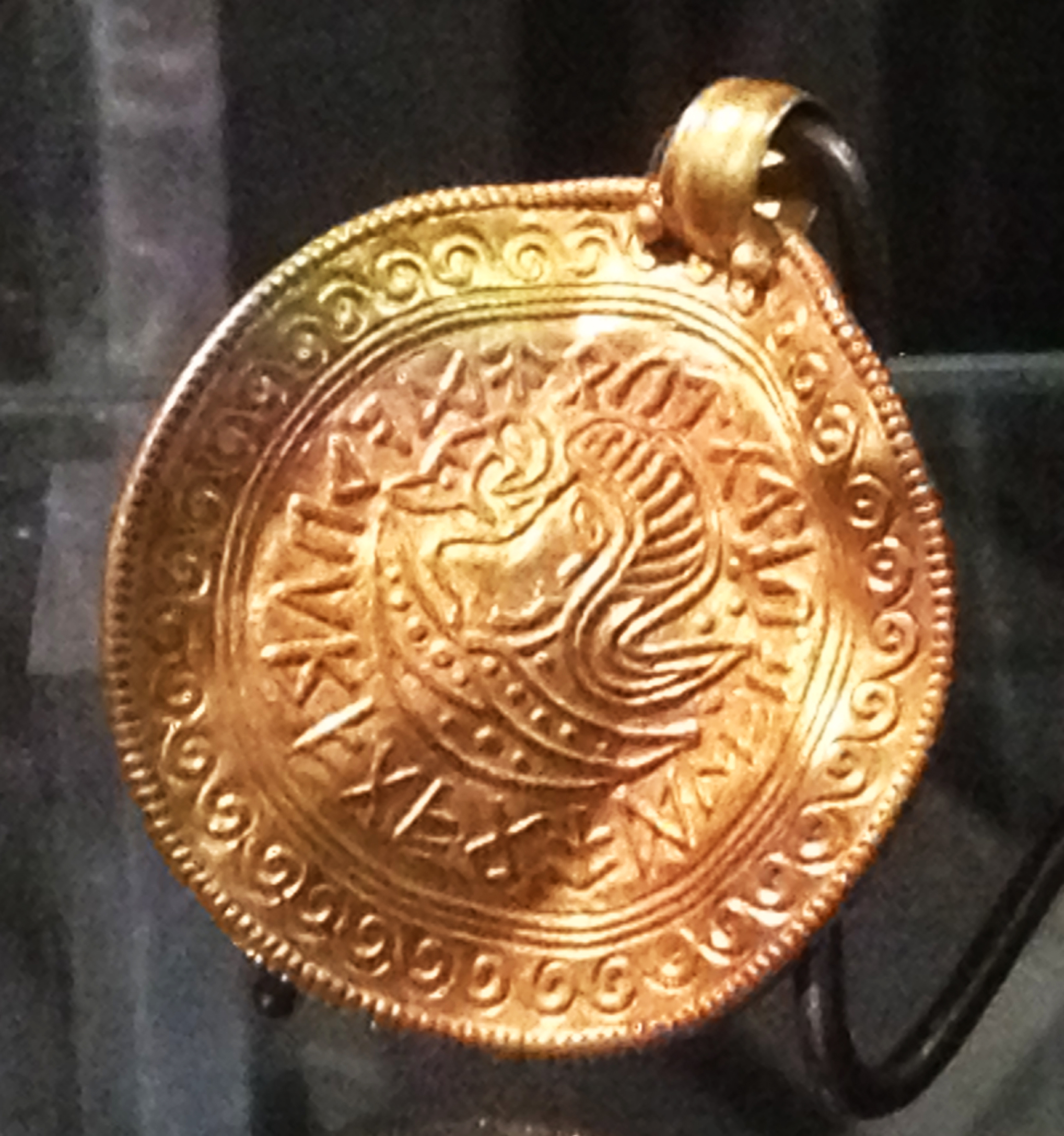
Brakteat
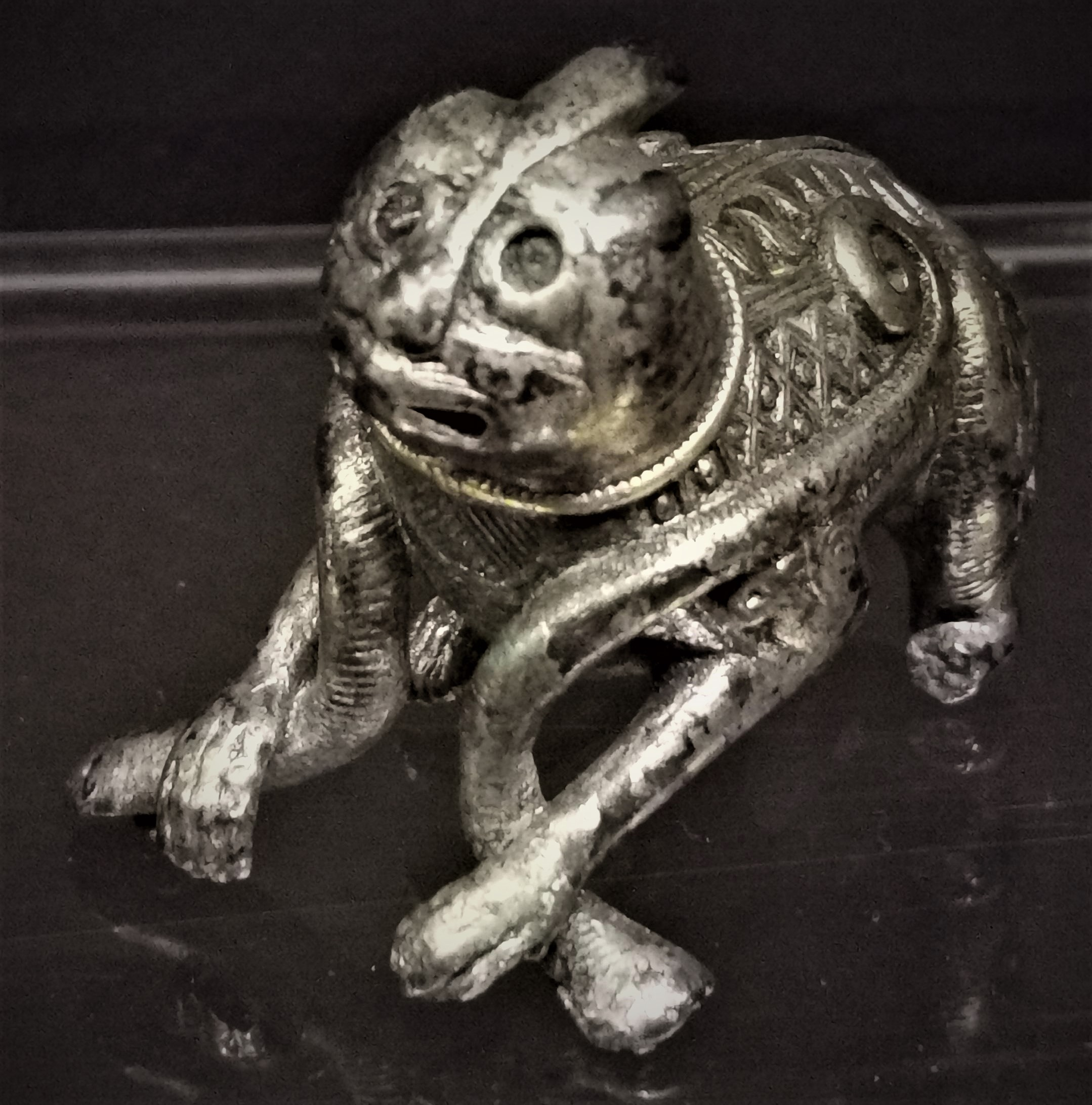
Löwe
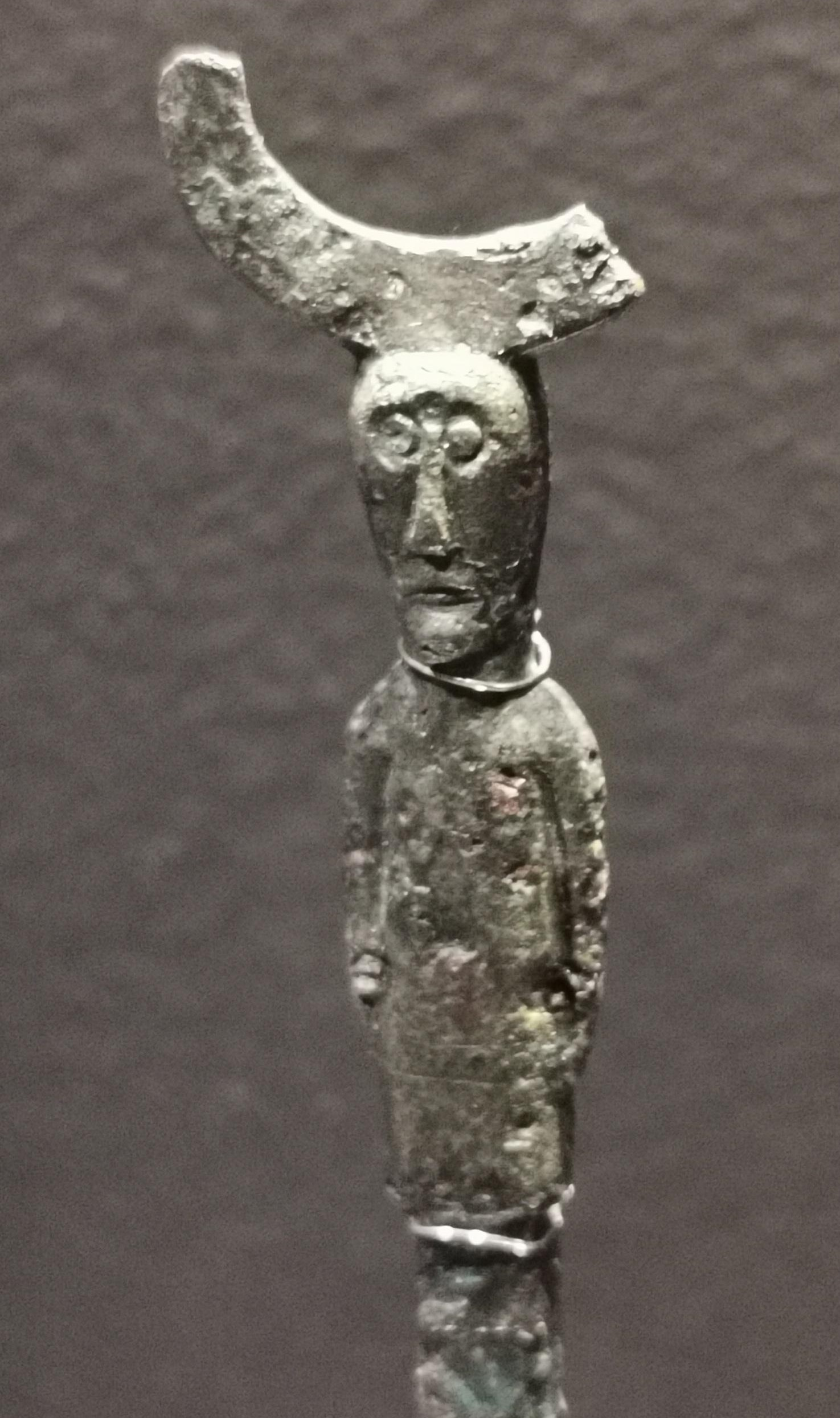
Odin
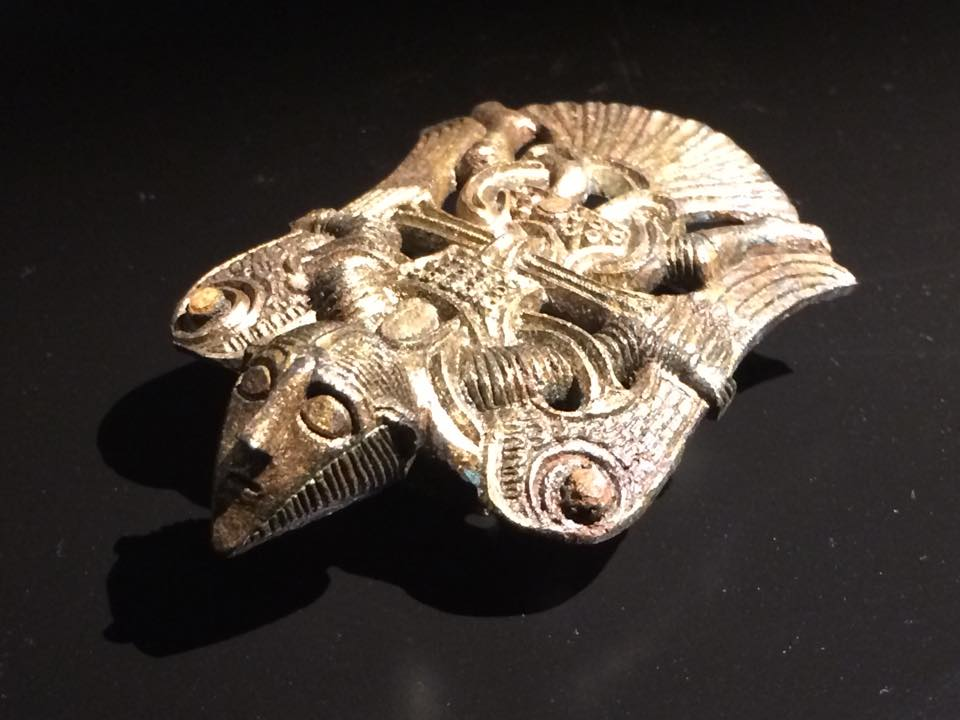
Wahrscheinlich Völund mit Flügeln; 9. Jahrhundert.
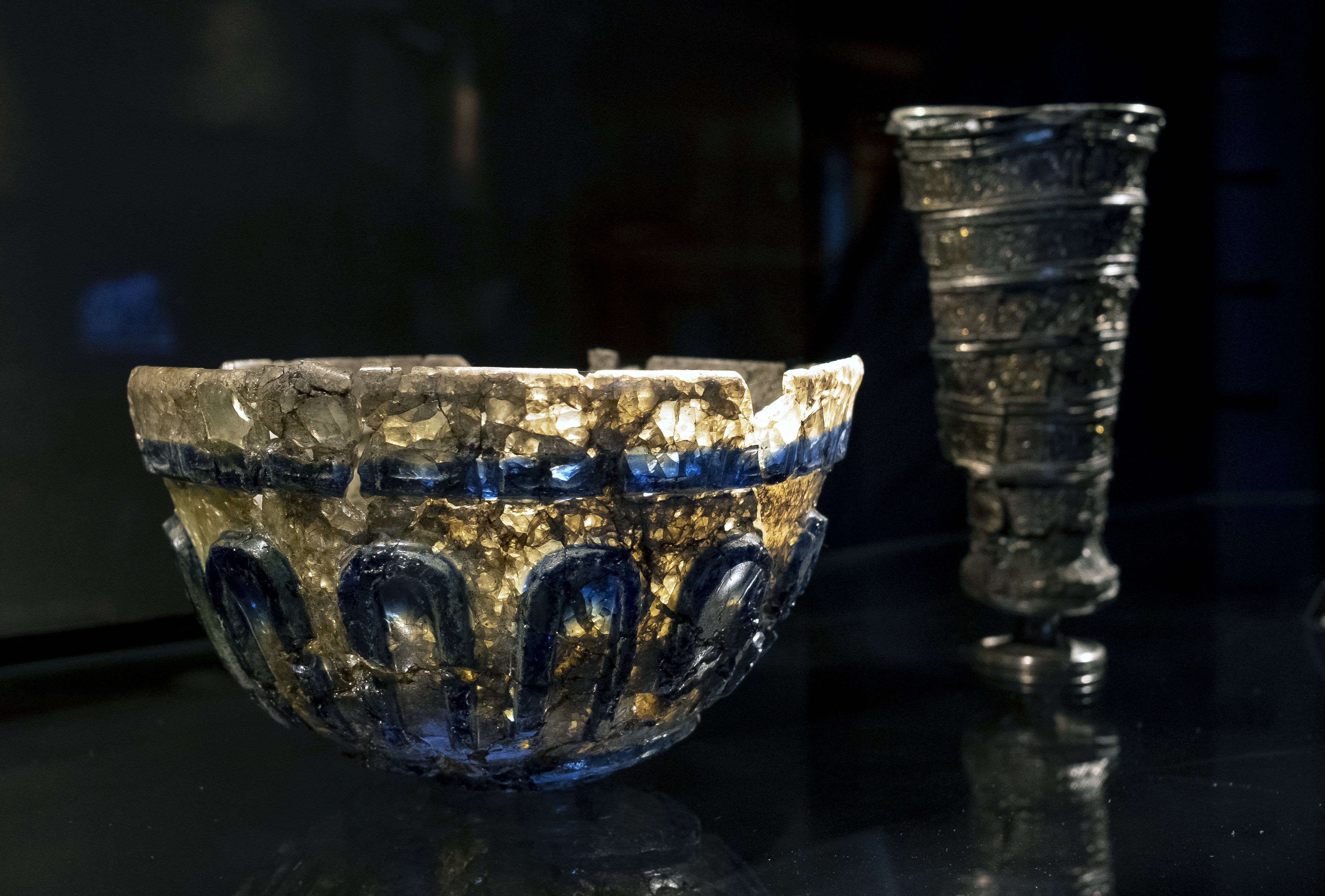
Glasschale

## Die Kirchengemeinde Uppåkra
Die Kirchengemeinde Uppåkra ist eine von zwei Kirchengemeinden der Schwedischen Kirche auf dem Gebiet der Gemeinde Staffanstorp. Sie gehört zum Bistum Lund und zum Kontrakt von Bara und wurde im Jahre 2002 durch die Zusammenlegung der Kirchengemeinden Uppåkra, Görslöv, Knästorp, Mölleberga, Särslöv und Tottarp gebildet. Die gleichnamigen Kirchen gehören alle zur Kirchengemeinde Uppåkra, ebenso der Friedhof von Flackarp, auf dem sich bis 1865 ebenfalls eine Kirche befand, die jedoch abgerissen wurde. Der Glockenstapel der Kirche von Flackarp wurde 1954 nach seiner Restaurierung wieder eingeweiht, und die Glocke der Kirche von Flackarp, die bis dahin in der Kirche von Uppåkra gehangen hatte, kam wieder an ihren alten Platz.